# Corpus separatum
Corpus separatum är latin och betyder "separerad kropp". Termen syftar på en stad eller region som får en särskild rättslig och politisk status som gör att den skiljer sig från sin omgivning men som inte når upp till att vara en självständig stadsstat. Ett betydande historiskt exempel är staden Fiume (dagens Rijeka i Kroatien) som under flera århundraden (1776-1918) var ett corpus separatum inom Habsburgska riket. Idag används termen främst i fråga om staden Jerusalem i Israel. 1947 antog FN:s generalförsamling resolution 181 i vilken termen corpus separatum används i fråga om Jerusalem.